# Mayumi Horikawa
Pour les articles homonymes, voir Horikawa (homonymie).
 (août 2016).
Si vous disposez d'ouvrages ou d'articles de référence ou si vous connaissez des sites web de qualité traitant du thème abordé ici, merci de compléter l'article en donnant les références utiles à sa vérifiabilité et en les liant à la section « Notes et références ».
Mayumi Horikawa (堀川 まゆみ, Horikawa Mayumi) est un modèle et auteur-compositeur-interprète japonaise née le 2 mai 1958 dans la Préfecture d'Okinawa. Horikawa a été choisie comme quatrième Clarion Girl (en) en 1978, et a fait ses débuts comme chanteuse la même année sous le producteur Masataka Matsutoya.
Horikawa a écrit et composé des chansons pour les artistes populaires Miki Imai, Jun'ichi Inagaki, Yukiko Okada, Kyōko Koizumi, Yuki Saitō, Noriko Sakai, Miho Nakayama, Yū Hayami, Chiemi Hori, Saori Yagi et Marina Watanabe.

## Discographie

### Albums
- Erumu Toori no Shoujo (楡（エルム）通りの少女, Erumu Tōri no Shōjo?) (1978)
- Maym (1986)
- Olive (1979)

### Composition
- Mou Sugu Steady (もうすぐSteady, Mō Sugu Sutedī?)
- Kaze no Naka no Kurige (風の中の栗毛, Kaze no Naka no Kurige?)
- Coke Bin no Tegami (コーク壜の手紙, Kōkubin no Tegami?)
- Daddy (ダディー, Dadī?)
- Glass no Machi (ガラスの街, Garasu no Machi?)
- Last Phrase (ラスト・フレイズ, Rasuto Fureizu?)
- Lemon Kankaku (レモン感覚, Remon Kankaku?)
- Hikari to Kage (光と影, Hikari to Kage?)
- Song for Jenny (ソング・フォー・ジェニー, Songu fō Jenī?)
- Hi wa Mata Noboru (陽はまた昇る, Hi wa Mata Noboru?)
- Nettaisei Teikiatsu (熱帯性低気圧, Nettaisei Teikiatsu?)